# آهی‌محله
آهی‌محله، روستایی است از چهارمحل آهی از توابع بخش مرکزی شهرستان محمودآباد در استان مازندران ایران.

## جمعیت و وجه تسمیه
این روستا در دهستان هرازپی غربی قرار دارد و براساس سرشماری مرکز آمار ایران در سال ۱۳۸۵، جمعیت آن ۱۲۹۲ نفر (۳۷۴خانوار) بوده‌است.